# Сиваков, Павел Алексеевич
Павел Алексеевич Сиваков (род. 11 июля 1997 в Сан-Дона-ди-Пьяве, Италия) — российский (до марта 2022) и французский профессиональный шоссейный велогонщик, подписавший в 2017 году трёхлетний контракт с командой Мирового тура Ineos Grenadiers. Сын российских велосипедистов Андрея Сивакова и Александры Колясевой.

## Карьера
На андеровской[уточнить] версии «Тур де Франс» — Тур де л’Авенир — он выиграл из одиночного отрыва финальный этап гонки и стал победителем горной классификации тура. Также он одержал победы в гонках Ronde de l’Isard и Giro Ciclistico della Valle d’Aosta в 2017 году, и стал вторым на андеровской версии Льеж-Бастонь-Льеж в 2016 году.
Самым крупным успехом нстала победа в генеральной классификации андеровской версии Джиро д’Италия (иначе Girobio или Baby Giro). В гонке, состоявшей из 7 этапов, Сиваков надел розовую майку лидера после 3-го этапа и удержал её до финала.
В августе 2017 года было объявлено, что Сиваков подписал контракт с командой Team Sky с 2018 года. Свой первый сезон в профессионалах он начинал, являясь самым молодым гонщиком не только команды Sky, но и всего пелотона Мирового тура. Это событие прокомментировал сам гонщик:
Я – новичок в команде, это мой первый профессиональный сезон, в котором я хочу как можно больше совершенствоваться и узнать как можно больше... Команда Sky – одна из лучших в мире. Мне нравятся многодневные гонки. Думаю, я из тех гонщиков, кто может на них хорошо выступить. И Sky, определённо, лучшая команда, где я смогу научиться, как побеждать на гонках такого типа.
и Николя Порталь, спортивный директор команды Sky:
Павел – отличный парень, он страстно любит велоспорт, предан ему и мотивирован добиться успеха. У него есть все качества, чтобы стать одним из лучших гонщиков мира.
В конце 2017 года получил французский паспорт.
В конце апреля 2019 года выиграл первую гонку в профессиональной карьере, став победителем многодневки Тур Альп.. В начале августа того же года
выиграл первую гонку в рамках Мирового тура UCI — Тур Польши.

## Смена гражданства
Я давно хотел стать гражданином Франции и подал запрос в UCI, но, учитывая то, что сейчас происходит в Украине, я хотел ускорить это. Возможность участвовать в международных соревнованиях в качестве гражданина Франции делает меня невероятно счастливым. ...я категорически против этой войны и все мои мысли с украинским народом...
Его заявление о смене российского гражданства на французского было 2 марта 2022 удовлетворено Международным союзом велосипедистов. Команда Ineos Grenadiers поддержала своего гонщика.

## Достижения
2014
1-й  Ronde des Vallées в генеральной классификации
1-й на 1-м этапе
2-й Grand Prix Rüebliland в генеральной классификации
2015
1-й  Чемпион России в индивидуальной гонке на время среди юниоров
1-й  Oberösterreich Juniorenrundfahrt в генеральной классификации
1-й  в генеральной классификации
1-й на 1-м этапе
1-й Тур Фландрии юниорская версия
3-й Internationale Niedersachsen-Rundfahrt в генеральной классификации
2016
1-й на 1-м этапе (TTT) Giro della Valle d’Aosta
1-й Пролог (TTT) Tour de Berlin
2-й Льеж — Бастонь — Льеж U-23
2-й Олимпия Тур в генеральной классификации
1-й  Классификация молодой гонщик
2017
1-й  в генеральной классификации Ronde de l’Isard
1-й  Классификация молодой гонщик
1-й на этапах 2 и 4
1-й  в генеральной классификации Giro della Valle d’Aosta
1-й на этапе 3
1-й  в генеральной классификации Girobio
1-й  Классификация молодой гонщик
Тур де л'Авенир
1-й  Горная классификация
1-й на этапе 9
1-й  Горная классификация Тур Нормандии
2018
Settimana Internazionale di Coppi e Bartali
4-й в генеральной классификации
1-й  Молодёжная классификация
1-й на этапе 1b (TTT)
2019
1-й  Тур Польши
1-й  Тур Альп
1-й  Молодёжная классификация
1-й на этапе 2
8-й Херальд Сан Тур
1-й  Молодёжная классификация
9-й Джиро д’Италия
 Молодёжная майка на этапах 13-15
2020
1-й  Молодёжная классификация Тур Даун Андер
2-й Кэдел Эванс Грейт Оушен Роуд
2021
4-й Генеральная классификация Вуэльта Бургоса
2022
Генеральная классификация Вуэльта Бургоса
2-й Классика Сан Себастьяна
2023
Джиро ди Тоскана
2-й Гран-при Монреаля
2-й Коппа Сабатини
3-й Мемориал Марко Пантани

### Гранд-туры
| Гонка           | 2018 | 2019 | 2020 | 2021 | 2022 | 2023 | 2024 |
| --------------- | ---- | ---- | ---- | ---- | ---- | ---- | ---- |
| Джиро д'Италия  | —    | 9    | —    | НФ   | 16   | НФ   |      |
| Тур де Франс    | —    | —    | 87   | —    | —    | —    |      |
| Вуэльта Испании | НФ   | —    | —    | 35   | НФ   | —    |      |

| —  | Не участвовал  |
| НФ | Не финишировал |